# Micronecta fulvopicta
Micronecta fulvopicta (лат.) — вид мелких водяных клопов рода Micronecta из семейства Гребляки (Corixidae, Micronectinae, или Micronectidae). Юго-Восточная Азия: Вьетнам (Ha Giang, Cao Bang, Thanh Hoa, Nghe An).

## Описание
Мелкие водяные клопы, длина от 1,6 до 2,0 мм. Переднеспинка длиннее медианной длины головы. Дорзум обычно буровато-жёлтый. Лоб и темя светло-жёлтые, глаза темно-красновато-коричневые. Переднеспинка желтоватая с парой поперечных буроватых отметин спереди. Клавус окаймлен темно-коричневой отметиной, по переднему краю утолщающейся. Кориум с большим коричневым пятном неправильной формы в средней части. Вентральная часть груди и брюшка и ноги светло-коричнево-жёлтые. Вид был впервые описан в 2021 году вьетнамскими энтомологами Tuyet Ngan Ha и Anh Duc Tran (Faculty of Biology, VNU University of Science, Vietnam National University, Ханой, Вьетнам) по материалам из Вьетнама.